# Until the Sea...
Pour plus de détails, voir Fiche technique et Distribution.
Until the Sea... est un film muet américain réalisé par Colin Campbell et sorti en 1913.

## Fiche technique
- Réalisation : Colin Campbell
- Scénario : Colin Campbell
- Date de sortie : États-Unis : 18 décembre 1913

## Distribution
- Wheeler Oakman : John Wendle
- Harold Lockwood : Jim Hall
- Frank Clark : Daddy Clarke
- Bessie Eyton : Bessie Clarke
- Charles E. 'Bunny' Feehan : Joe Feegan
- Alfred E. Green : Tom Atkins